# Fattigstugan
"Fattigstugan" är en novell av Albert Engström. Den publicerades i julnumret av hans tidskrift Strix år 1911 och i samlingen Kryss och landkänning året efter.

## Handling
Berättelsen handlar om Albert Engström själv, när han som tolvåring pulsar fram genom snödrivorna med en korg med julgåvor från sin mamma till de gamla i fattigstugan. Vid Domberget stannar han och stampar i marken för att skrämma trollen. Då tänker han på hur det av stampningen "faller sand i ögonen på jordfolket och de slicka ögongloberna rena på varandra och åja sig. Det låter, som när vesslor gnissla i ett stenrös."
Slutligen kommer han fram till det fallfärdiga rucklet, där fattighjonen genomlever sina sista år. Han blir mottagen med förtjusning över gåvorna av "Regenta" – det stående namnet på fattighusets värdinnor.
Albert går in och hälsar på hjonen, som han känner sedan tidigare, där de sitter i sina fållbänkar och ser ut som trasbylten. Det är nittioåringen Sjöstedt, som en gång varit socknens rikaste bonde men processat bort gård och grund. Det är "Grejsen", en före detta soldat som brukar "ljuga, så att blå lågor fladdra kring hans enda framtand". Det är den före detta mordbrännaren, numera kvastmakaren "Håka" och stortjuven "Stolpe", som suttit i fängelse i 40 av sina 70 år och är far till en massa barn som alla ärvt sin fars anlag. Det är "Blinningen", den enda av fattighjonen som kan läsa. Han läser – med fingrarna – boken Den blindes tidsförsonare om och om igen från pärm till pärm. Det är "Kitta på Sne" som varit piga i bättre hus men bringats i olycka av en sergeant, och "Falka-Stava" som varit regementshetär vid Smålands husarer. Nu är hon rynkig som ett gammalt äpple men har ögon svarta som kol och örnnäsa. Det är "Muffa-Lotta" och "Lama Johanna".

## Eftermäle
Fredrik Böök kallade novellen "klassisk från första raden till den sista":
| ” | Alla dessa människospillror äro skildrade med den säkraste konst – några få, enkla drag, och varenda figur lever på ett oförgätligt sätt. Det finns ingen sentimentalitet, intet programmässigt medlidande – tvärtom äro dessa förskräckliga varelser framställda med obarmhärtig sanning; men som genom ett trolleri finns det värme och hjärtelag i det hela; den förpestade luften är möjlig att andas. | „ |

Fattigstugan i Hult som skildras i novellen finns bevarad vid hembygdsgården Albert Engströmsgården. Stugan har renoverats till ursprungligt skick av hembygdsföreningen.